# Ablankay
Ablankay (ou Ablounkaye) est une localité du Cameroun située dans le département du Logone-et-Chari et la région de l'Extrême-Nord, à proximité de la frontière avec le Tchad. Elle fait partie de la commune de Zina.  

## Population
Lors du recensement de 2005, la localité comptait 180 habitants.